# Kaskis, Nagu
Kaskis är en ö nära Majholmen i Nagu,  Finland. Den ligger i Skärgårdshavet i Pargas stad i den ekonomiska regionen  Åboland i landskapet Egentliga Finland, i den sydvästra delen av landet. Ön ligger omkring 2 kilometer sydväst om Majholmen, 8 kilometer nordost om Nagu kyrka, 27 kilometer sydväst om Åbo och omkring 160 kilometer väster om Helsingfors. Närmaste allmänna förbindelse är förbindelsebryggan vid Själö som trafikeras av M/S Falkö och M/S Östern.
Öns area är 28,3 hektar och dess största längd är 1 kilometer i nord-sydlig riktning.